# Resultados do Carnaval de Florianópolis em 2018
Os resultados do Carnaval de Florianópolis de 2018 foram divulgados no dia 12 de fevereiro, segunda-feira de Carnaval, em evento na Passarela Nego Quirido, mesmo local onde foram realizados os desfiles entre o sábado, 10, e o domingo, 11. A Embaixada Copa Lord foi a vencedora do Grupo Especial com o enredo "Manjericão - Um banho de fé".
As escolas dos Grupos de Acesso não desfilaram pelo segundo ano seguido e por isso, assim como em 2017, não ocorreu rebaixamento. A escola vice-campeã, Os Protegidos da Princesa, e a terceira colocada, Dascuia - em seu melhor resultado da história - retornaram a Nego Quirido na terça-feira de Carnaval para o desfile das campeãs.

## Escolas de samba

### Grupo Especial
Notas
Notas, quesitos e escolas na ordem a qual foram apresentadas.
Penalizações
- Nação Guarani perdeu 13 pontos por desfilar com 607 componentes, 293 a menos que a quantidade mínima exigida pelo regulamento.
- Consulado perdeu 1 ponto por ter excedido o tempo do desfile em 1 minuto.
- Coloninha perdeu 2 pontos por ter excedido o tempo do desfile em 2 minutos.[4]

| Legenda: Campeã J1 Julgador 1 J2 Julgador 2 J3 Julgador 3 |

| Escolas    |          |          |          |              |              |              |        |        |        |                      |                      |                      |          |          |          |                              |                              |                              |          |          |          |                    |                    |                    |         |         |         | Pen.  | Total |
| Escolas    | Evolução | Evolução | Evolução | Samba-Enredo | Samba-Enredo | Samba-Enredo | Enredo | Enredo | Enredo | Alegorias e Adereços | Alegorias e Adereços | Alegorias e Adereços | Harmonia | Harmonia | Harmonia | Mestre-Sala e Porta-Bandeira | Mestre-Sala e Porta-Bandeira | Mestre-Sala e Porta-Bandeira | Fantasia | Fantasia | Fantasia | Comissão de Frente | Comissão de Frente | Comissão de Frente | Bateria | Bateria | Bateria | Pen.  | Total |
|            | J1       | J2       | J3       | J1           | J2           | J3           | J1     | J2     | J3     | J1                   | J2                   | J3                   | J1       | J2       | J3       | J1                           | J2                           | J3                           | J1       | J2       | J3       | J1                 | J2                 | J3                 | J1      | J2      | J3      | Pen.  | Total |
| Dascuia    | 9,9      | 10       | 9,6      | 10           | 9,8          | 10           | 10     | 10     | 10     | 10                   | 10                   | 9,8                  | 9,9      | 10       | 9,9      | 10                           | 9,6                          | 10                           | 9,8      | 10       | 10       | 10                 | 10                 | 9,9                | 10      | 10      | 10      |       | 268,2 |
| N. Guarani | 9,8      | 9,9      | 9,8      | 9,8          | 10           | 10           | 9,4    | 9,7    | 8,5    | 9,7                  | 9,6                  | 9,7                  | 10       | 9,9      | 10       | 10                           | 10                           | 10                           | 9,4      | 9,5      | 9,7      | 9,7                | 9,9                | 10                 | 9,9     | 10      | 9,9     | -13,0 | 250,8 |
| Coloninha  | 9,7      | 10       | 9,9      | 10           | 10           | 10           | 10     | 10     | 10     | 10                   | 9,9                  | 9,9                  | 10       | 9,8      | 10       | 10                           | 10                           | 10                           | 9,8      | 9,9      | 9,9      | 10                 | 10                 | 10                 | 10      | 10      | 10      | -2,0  | 266,8 |
| Copa Lord  | 10       | 9,9      | 10       | 10           | 10           | 10           | 10     | 10     | 10     | 10                   | 10                   | 10                   | 10       | 10       | 10       | 10                           | 10                           | 10                           | 10       | 10       | 10       | 9,8                | 9,8                | 10                 | 10      | 10      | 10      |       | 269,5 |
| Protegidos | 10       | 9,9      | 9,8      | 9,9          | 10           | 10           | 10     | 10     | 10     | 10                   | 10                   | 10                   | 9,9      | 10       | 9,8      | 10                           | 10                           | 10                           | 10       | 10       | 9,8      | 10                 | 10                 | 10                 | 9,9     | 10      | 10      |       | 269,0 |
| Consulado  | 10       | 10       | 9,8      | 9,8          | 9,8          | 9,8          | 10     | 10     | 10     | 10                   | 10                   | 10                   | 10       | 10       | 9,9      | 10                           | 10                           | 10                           | 10       | 10       | 10       | 10                 | 10                 | 9,9                | 10      | 10      | 10      | -1,0  | 268,0 |

Classificação
| Legenda: Desfile das Campeãs |

| Col. | Escola                    | Enredo                                                                              | Pontos | Fonte             |
| ---- | ------------------------- | ----------------------------------------------------------------------------------- | ------ | ----------------- |
| 1°   | Embaixada Copa Lord       | Manjericão - Um banho de fé                                                         | 269,5  | [ 1 ] [ 4 ] [ 5 ] |
| 2°   | Os Protegidos da Princesa | Das terras kaingangs às terras do futuro                                            | 269,0  |                   |
| 3°   | Dascuia                   | Nas memórias de um Griot, surge sua majestade – O samba e o reino da Pequena África | 268,2  |                   |
| 4°   | Consulado                 | Os sete reinados do Rei João                                                        | 268,0  |                   |
| 5°   | Unidos da Coloninha       | Tecnópolis, O passaporte de Floripa para o Futuro                                   | 266,8  |                   |
| 6°   | Nação Guarani             | O mapa da vida - Linhas e horizontes de uma nação                                   | 250,8  |                   |